# Anastasius ze Suppentonia
Svatý Anastasius ze Suppentonia byl benediktinský mnich a opat žijící v 6. století.
Stal se mnichem v klášteře v Suppentonia (dnešní Castel Sant'Elia). Za nějaký čas byl zvolen opatem kláštera.
Papež Řehoř I. Veliký měl sen kdy anděl svolává Anastásia a jeho mnichy, kteří během následujících osmi dnů rychle za sebou zemřeli. Jeden z jeho mnichů byl svatý Nonnosus z Monte Soratte.
Zemřel roku 570, jeho svátek se slaví 11. ledna.